# Liste der Stolpersteine in Schenklengsfeld
Die Liste der Stolpersteine in Schenklengsfeld enthält die Stolpersteine, die im Rahmen des gleichnamigen Kunst-Projekts von Gunter Demnig in Schenklengsfeld verlegt wurden. Mit ihnen soll an die Opfer des Nationalsozialismus erinnert werden, die in Schenklengsfeld lebten und wirkten.

## Liste der Stolpersteine
| Name             | Adresse               | Bild | Inschrift | Verlegedatum | Biografie und Anmerkungen |
| ---------------- | --------------------- | --- | --- | ------------ | ------------------------- |
| Sally Löwenberg  | Landecker Straße 22 · | Bild gesucht Die Wikipedia wünscht sich an dieser Stelle ein Bild vom Ort mit diesen Koordinaten 50.819333 9.848412 . Motiv: Landecker Straße 22: die Stolpersteine für die Familie Löwenberg, die Lage und das Haus Falls du dabei helfen möchtest, erklärt die Anleitung , wie das geht. BW | Hier wohnte Sally Löwenberg Jg. 1882 'Schutzhaft' 1935 KZ Buchenwald deportiert 1941 Ghetto Riga 1943 Auschwitz ermordet 2.11.1943                   | 22. Mai 2024 |                           |
| Klara Löwenberg  | Landecker Straße 22 · | Bild gesucht Die Wikipedia wünscht sich an dieser Stelle ein Bild vom hier behandelten Ort. Falls du dabei helfen möchtest, erklärt die Anleitung , wie das geht. BW | Hier wohnte Klara Löwenberg geb. Rothschild Jg. 1892 deportiert 1941 Ghetto Riga 1943 Auschwitz ermordet 2.11.1943                                   | 22. Mai 2024 |                           |
| Bertha Löwenberg | Landecker Straße 22 · | Bild gesucht Die Wikipedia wünscht sich an dieser Stelle ein Bild vom hier behandelten Ort. Falls du dabei helfen möchtest, erklärt die Anleitung , wie das geht. BW | Hier wohnte Bertha Löwenberg Jg. 1913 Flucht 1935 Palästina                                                                                          | 22. Mai 2024 |                           |
| Hans Löwenberg   | Landecker Straße 22 · | Bild gesucht Die Wikipedia wünscht sich an dieser Stelle ein Bild vom hier behandelten Ort. Falls du dabei helfen möchtest, erklärt die Anleitung , wie das geht. BW | Hier wohnte Hans Löwenberg Jg. 1914 Flucht 1935 Dänemark Palästina                                                                                   | 22. Mai 2024 |                           |
| Margot Löwenberg | Landecker Straße 22 · | Bild gesucht Die Wikipedia wünscht sich an dieser Stelle ein Bild vom hier behandelten Ort. Falls du dabei helfen möchtest, erklärt die Anleitung , wie das geht. BW | Hier wohnte Margot Löwenberg Jg. 1920 Flucht 1938 USA                                                                                                | 22. Mai 2024 |                           |
| Eva Löwenberg    | Landecker Straße 22 · | Bild gesucht Die Wikipedia wünscht sich an dieser Stelle ein Bild vom hier behandelten Ort. Falls du dabei helfen möchtest, erklärt die Anleitung , wie das geht. BW | Hier wohnte Eva Löwenberg Jg. 1923 deportiert 1941 Ghetto Riga mehrere KZ 1945 Fuhlsbüttel Todesmarsch Kiel Rettungsaktion 'weiße Busse' Schweden    | 22. Mai 2024 |                           |
| Martin Löwenberg | Landecker Straße 22 · | Bild gesucht Die Wikipedia wünscht sich an dieser Stelle ein Bild vom hier behandelten Ort. Falls du dabei helfen möchtest, erklärt die Anleitung , wie das geht. BW | Hier wohnte Martin Löwenberg Jg. 1928 deportiert 1941 Ghetto Riga mehrere KZ 1945 Fuhlsbüttel Todesmarsch Kiel Rettungsaktion 'weiße Busse' Schweden | 22. Mai 2024 |                           |
| Kurt Löwenberg   | Landecker Straße 22 · | Bild gesucht Die Wikipedia wünscht sich an dieser Stelle ein Bild vom hier behandelten Ort. Falls du dabei helfen möchtest, erklärt die Anleitung , wie das geht. BW | Hier wohnte Kurt Löwenberg Jg. 1934 deportiert 1941 Ghetto Riga 1943 Auschwitz ermordet 2.11.1943                                                    | 22. Mai 2024 |                           |
| Fritz Löwenberg  | Landecker Straße 22 · | Bild gesucht Die Wikipedia wünscht sich an dieser Stelle ein Bild vom hier behandelten Ort. Falls du dabei helfen möchtest, erklärt die Anleitung , wie das geht. BW | Hier wohnte Fritz Löwenberg Jg. 1934 deportiert 1941 Ghetto Riga 1943 Auschwitz ermordet 2.11.1943                                                   | 22. Mai 2024 |                           |